# Bloodlust (képregény)
A Bloodlust (avagy Vérszomj) egy szerzői kiadásban megjelenő, magyar cyberpunk-fantasy képregény.

## A kiadás története
A képregény első száma 2010. október 10-én, a 20. Képregénybörzén jelent meg. Az Ébredés című színes füzetet 2012. október 14-én követte a 2. szám, a Temetetlen múlt, szintén színes változatban, a 24. Képregénybörzén. A Bloodlust 3. száma, a Tisztességtelen ajánlat először egy limitált, fekete-fehér kiadásban látott napvilágot 2013. október 20-án (mindössze 50, egyedileg számozott példányban), a 26. Képregénybörzén, a színes változat pedig 2014. október 12-én, a 28. Képregénybörzén jelent meg.
A Bloodlust fősodorbeli számai mellett folyamatosan jelennek meg különszámok, mind online, mind nyomtatott formátumban. Ide tartozik például a Zsoldosvégzet című történetük, amely az eddigi leghosszabb spin-off képregényük.
A szerzők 2014 novemberében egy újabb honlapot indítottak a Bloodlust képregény népszerűsítésére, a magyarkepregeny.hu-t. A weboldal a képregény-sorozat ismertetése mellett informálja a hazai képregény kedvelőket az elkövetkező magyar képregényes eseményekről (például képregénybörzékről, képregényfesztiválokról), azok időpontjáról, helyszínéről.

## A képregénysorozat jelene
A képregénysorozat történetének első nagy fejezetét lezáró szám, a Bloodlust 4. - Seraph című epizód 2018.05.13-án, a 14. Budapesti Nemzetközi Képregényfesztiválon debütált. Az alkotók 2022 júniusában jelentették meg az egykor erősen limitált példányszámban megjelent Bloodlust: Cryweni történetek című cyberpunk antológiájuk bővített, javított újrakiadását, ezúttal már egy puhafedeles kötet formájában.
A 2023-as Budapest Comic Con rendezvényen a Bloodlust 1. - Ébredés című epizód első kiadása végleg kifogyott, így az alkotók úgy döntöttek, újranyomják az érdeklődők által továbbra is keresett képregényt. Az Ébredés című képregény második, bővített kiadása kiadása a Budapest Comic Con 2024-en jelent meg.
Az újabb változat már megújult külalakkal, vadonatúj körborítóval került kiadásra, egy normál és egy limitált változatban. Ezen kívül a készítők további extra tartalmakkal is bővítették a kiadványt, így az eredetileg 28 oldalas képregény oldalszámban is bővült.
A Bloodlust 2. - Temetetlen múlt című képregénnyel hasonló terveik vannak az alkotóknak, ám ebből még kapható az első kiadás, korlátozott példányszámban.
Az újrakiadások mellett a képregénysorozat 5. számán is dolgoznak, amely egyben a Bloodlust második nagy (5-8. számig tartó) fejezetének nyitó epizódja lesz.

## Médiamegjelenés
A képregény 2010-es, első megjelenés óta rengeteg blogbejegyzés, kritika, ajánló született a Bloodlust képregényekről (némelyik nyomtatott formában is, pl.: a Mondo Magazinban). Több ismert portál is közölt recenziókat, ajánlókat a képregénysorozatról, példának okáért a galaktika.hu, az ekultura.hu, illetve a kilencedik.hu képregényes portál. Az eddigi ajánlók, kritikák, valamint interjúk a szerzők weboldalán megtalálhatók összegyűjtve.
A YouTube-on több interjú is megtekinthető a készítőkkel az elmúlt évekből, de az érdeklődők a televízióból is értesülhettek a képregényről. A Magyar Krónika Kibevilág című adásának keretén belül Csőre Gábor beszélgetett az alkotókkal, amelyet 2017. szeptember 2-án vetítettek először az M5 csatornán.

## Kiállítások
A Bloodlust képregényekkel az alábbi kiállításokon is találkozhattak a külföldi képregényrajongók, amelyeken a sorozat részeiből származó képregényoldalakat, illetve kifejezetten képregénypályázatokra készült, rövid Bloodlust képregényeket tekinthettek meg.
- Adventures in Comics 4 - Orb (AIC4) Adventures in Comics 4 - Orb (AIC4), Marine Studios, Margate (UK), 2014
- Salon Stripa 2013 kiállítás - 11. Belgrádi Nemzetközi Képregényfesztivál, Belgrád, 2013
- Hungarocomix kiállítás - Balassi Intézet, Párizs, 2013

## Megjelent képregények

### Bloodlust sorozat
- Bloodlust 1. - Ébredés (2010) (ISBN 9789630800754)
- Bloodlust 1. - Ébredés (második, bővített kiadás) (2024) (ISBN 9786158099325)
- Bloodlust 2. - Temetetlen múlt (2012) (ISBN 9789630848022)
- Bloodlust 3. - Tisztességtelen ajánlat (2014) (ISBN 9789631203943)
- Bloodlust 4. - Seraph (2018) (ISBN 9786158099301)

### Limitált kiadások, ritkaságok
- Bloodlust 3. - Tisztességtelen ajánlat (limitált kiadás) (2013) – fekete-fehér, egyedileg sorszámozott képregény, 50 kiadott példány
- Bloodlust: Cryweni történetek (limitált kiadás) (2013) – antológia, 50 kiadott példány
- Bloodlust: Cryweni történetek (második, bővített, limitált kiadás) (2022) – antológia, 350 kiadott példány (ISBN 9786158099318)
- Bloodlust 1. - Ébredés (második, bővített, limitált kiadás) (2024) – alternatív borítvariáns (Romy Adzan Ramlee és Fábián Péter), 150 kiadott példány (ISBN 9786158099325)

### Különszámok és spin-off történetek
- Bloodlust: Zsoldosvégzet (különszám, online megjelenés: 2011, nyomtatott: 2013, 2022 - Cryweni történetek)
- Bloodlust: Delírium (különszám, online megjelenés: 2012, nyomtatott: 2013, 2022 - Cryweni történetek)
- Bloodlust: A Gömb ("Advenures in Comics 4 - The Orb" angol képregénypályázatra készült mini, online megjelenés: 2014, nyomtatott: 2022 - Cryweni történetek)

## Külső hivatkozások
- Hivatalos weboldal (Bloodlust képregények)
- Hivatalos Facebook oldal (Bloodlust Comics)
- Kritikák, ajánlók, cikkek a Bloodlust képregényekről
- magyarkepregeny.blog.hu: A Bloodlust képregények blogja
- YouTube csatorna (Bloodlust Comics)
- A Sötét Jövő sci-fi blog Bloodlust témájú cikkei
- A kilencedik.hu képregényes hírportál Bloodlust témájú cikkei
- DeviantArt galéria (Bloodlust Comics)
- Behance galéria (Bloodlust Comics)
- Bloodlust képregények a magyar képregényes adatbázisban
- kepregenyborze.bloodlust.hu – A Bloodlust Comics aloldala, melynek célja a budapesti képregénybörzék, valamint a magyar képregények népszerűsítése
- magyarkepregeny.hu – A Bloodlust bemutatása és információk az aktuális magyar képregényes rendezvényekről